# Owlboy
Owlboy is een platform-avonturenspel ontwikkeld en uitgegeven door D-Pad Studio. Het spel kwam op 1 november 2016 uit voor Windows.
Uitgever Soedesco bracht in 2018 een fysieke en een gelimiteerde uitgave uit voor Switch en PlayStation 4.

## Spel
Owlboy speelt zich af in het land van de lucht. Door een rampzalige gebeurtenis is de wereld verscheurd geraakt. De speler bestuurt Otus, een mensachtige uilensoort. Wanneer het dorp van Otus wordt aangevallen door piraten moet hij op avontuur om het dorp te redden.
Otus kan vliegen en voorwerpen dragen in zijn vlucht. Naarmate het spel vordert krijgt Otus medestanders die hem helpen in zijn avontuur.

## Platforms
| Datum            | Platform                |
| ---------------- | ----------------------- |
| 1 november 2016  | Windows                 |
| 27 januari 2017  | macOS, Linux            |
| 13 februari 2018 | Switch                  |
| 10 april 2018    | PlayStation 4, Xbox One |

## Ontwikkeling
De ontwikkeling van Owlboy startte in 2007 en werd voltooid in november 2016. Volgens de ontwikkelaars is de inspiratie voor het spel afkomstig van Nintendo-spellen, zoals het Tanukipak uit Super Mario Bros. 3 en de Kid Icarus-serie.
Het spel bevond zich langdurig in ontwikkeling. Aanvankelijk gericht voor Windows, D-Pad Studio overwoog ook een uitgave voor spelcomputers, die er uiteindelijk kwam.

## Ontvangst
Owlboy ontving positieve recensies en hoge beoordelingen. Men prees het grafische ontwerp en afwisseling in de gameplay, maar kritiek was er op de langdurige ontwikkeling. Het spel heeft een score van 88/100 op aggregatiewebsite Metacritic.
| Aggregator    | Score  |
| ------------- | ------ |
| Metacritic    | 88/100 |
| Publicatie    | Score  |
| Destructoid   | 10/10  |
| Game Informer | 9/10   |
| GameSpot      | 9/10   |
| IGN           | 9,3/10 |